# عثمان وعلي (فلم)
عثمان وعلي فيلم دراما كوميدي مصري للمخرج توجو مزراحي الذي قام بكتابة القصة والسيناريو والحوار أيضاً عام 1938، الفيلم من بطولة علي الكسار وأحمد الحداد  وتدور الأحداث حول عثمان وزميلهُ بندق ومحاولتهم للعمل في إحدى الشركات، ولكن عندما يذهب عثمان للشركة يعامله الجميع باحترام شديد، وذلك بسبب الشبه الشديد بينه وبين صاحب الشركة، فيظنه الجميع أنه هو علي بك.
صدر الفيلم إلى دور العرض المصرية في 3 نوفمبر 1938.
منح موقع قاعدة بيانات الأفلام على الإنترنت (IMDB) الفيلم درجة 6.9/ 10.
منح موقع قاعدة بيانات الأفلام العربية «السينما.كوم» الفيلم درجة 6.4/ 10.

## أحداث الفيلم
يقع عثمان عبد الباسط (علي الكسار)، عامل التليفونات، في حب الخادمة ياسمينة (بهيجة المهدي)، وحين يفاجئه صاحب العمل يطارحها الغرام يطرده من عمله، وحين يدافع عنه زميله بندق (أحمد الحداد) فيطرد هو الآخر من العمل. يبدأ الثنائي «عثمان وبندق» في البحث عن عمل حتى يجدوا فرصة عمل في شركة علي بك ويتقدمان للحصول على هذا العمل ويلاحظ عثمان أنه منذ دخوله إلى الشركة والجميع يعامله باحترام زائد بل وينحني أمامه الموظفون، يكتشف بندق أن الشبه بين صديقه عثمان عبد الباسط وعلى بك، صاحب الشركة، كبيرًا حتى لا يكاد أحد أن يفرقهما. يتعامل الموظفون مع عثمان وبندق في هذه اللعبة المسلية بالنسبة لهما في إطار كوميدي ضاحك. ويحدث أن تتعرض خزانة الشركة للسرقة ويشك الجميع في عثمان حيث أن تصرفاته غير طبيعية منذ عودته، وهم يعاملونه على أنه علي بك بالطبع. يتمكن عثمان وبندق من الهرب ويبحثان عن السارق. بعد مواقف هزلية تنتمي إلى شخصية عثمان عبد الباسط يستطيع أن يقبض على السارق في نفس لحظة وصول علي بك الحقيقي إلى الشركة، يفاجأ الجميع باثنين علي بك. هنا تتجلى الأمور أمام الجميع ويقدر علي بك خدمة عثمان في القبض على سارق خزانة الشركة، ويمنحه عملاً فيها هو وبندق الذي يقرر الكف عن عشق الخادمات.

## طاقم التمثيل
- علي الكسار: في دور عثمان عبد الباسط (وفي دور علي بك)

- أحمد الحداد:[10] في دور بندق

- بهيجة المهدي: في دور ياسمينة (الخادمة)

بالاشتراك مع: حسين المصري - علي عبد العال - حسن صالح - سنية شوقي - عبده يوسف - حسن راشد - أحمد الحماقي - عرفة إبراهيم - محمد العراقي - إبراهيم حشمت - إمام محمد.

## استقبال الفيلم
كتبت صحيفة الاتحاد الإماراتية الصادرة من أبو ظبي في 20 يوليو 2017: «وصل توجو مزراحي في فيلمه رقم 13» عثمان وعلي«إلى درجة ملحوظة من الإتقان، وقام الكسار بأداء دورين لرجلين متشابهين تماماً، وإن كان الفارق الاجتماعي بينهما كبيراً جداً، ونجح في أداء الدورين رغم اختلافهما، فعثمان عامل بسيط وعلي بك مدير ثري جاد وأنيق، وكان موفقاً في إثارة الضحك، وهو يقوم بدور» عثمان«، وكذلك حين اختلط الأمر وحل محل» علي بك«... يعتقد أن للكسار شخصياً دور في كتابة قصة الفيلم، بحيث يحقق رغبة خاصة في أن يظهر في شخصية» عثمان«البربري الفقير كما يقدمها على المسرح، ويسمح له الفيلم أيضاً بالظهور في ثوب آخر عصري مختلف، واتخذ من اسمه الأصلي» علي«اسماً للشخصية الثانية، وهكذا قدم لنا عثمان عبد الباسط وعلي الكسار الحقيقي في فيلم واحد».

## وصلات خارجية
- عثمان وعلي على موقع IMDb (الإنجليزية)
- عثمان وعلي على موقع قاعدة بيانات الأفلام العربية
- عثمان وعلي على موقع قاعدة بيانات الفيلم (الإنجليزية)
- عثمان وعلي على موقع ليتربوكسد (الإنجليزية)
- عثمان وعلي على الدهليز
- عثمان وعلي نسخة محفوظة 28 نوفمبر 2021 على موقع واي باك مشين. على كاروهات